# Mormoops magna
Mormoops magna és una espècie extinta de ratpenat de la família dels mormoòpids que visqué a Cuba i només és coneguda per un húmer esquerre. Es tracta de l'espècie més grossa del seu gènere.